# Giridih
Giridih (Hindi: गिरिडीह, Giriḍīh) ist die Distrikthauptstadt des gleichnamigen Verwaltungsdistrikts im indischen Bundesstaat Jharkhand. Sie hat etwa 114.000 Einwohner (Volkszählung 2011).
Die Stadt liegt etwa 115 Kilometer nordöstlich von Hazaribag am Ufer des Flusses Usri.
Wörtlich übersetzt bedeutet Giridih „im Land der Hügel und Felsen“. Der Name setzt sich aus den Hindi-Wörtern giri („Hügel“) und dih (im lokalen Dialekt „Hochland“) zusammen. Giridih liegt am Rand einiger großer Kohlefelder, zudem gilt es als einer der Haupthandelsorte von Glimmer. Jahrzehntelange Kahlschläge der einstigen umgebenden Wälder führten dazu, dass die Stadt heute einen staubigen und trostlosen Eindruck macht.

## Geschichte

Geschnitzten Fassaden und klägliche Überbleibsel prunkvoller Häuser lassen erahnen, dass in Giridih die besseren Tage schon länger vorüber sind.

Mit dem Anschluss ans Eisenbahnstreckennetz der Eastern Railway im Jahr 1871 stieg die Bedeutung des kleinen Ortes sprunghaft an. Die von den Kolonialherren vor allem mit dem Ziel des Abtransports der reichen Kohlevorkommen der Gegend vom östlich gelegenen Madhupur eingleisig befahrbare Trasse diente bis in die ersten Jahrzehnte des 20. Jahrhunderts aber auch reichen Bengalen als Möglichkeit, sich in den Sommermonaten in die kühleren Regionen zurückziehen zu können. Zahlreiche, mittlerweile verfallene Prachtbauten in der Stadt sind Zeugen dieser Epoche. Seitdem der Raubbau an den Bodenschätzen und insbesondere die Rodung der Wälder voranschritt, bestehen weite Gebiete des Distrikts aus verkarsteten Böden, die wüstenähnlich unwirklich scheinen.
Der Physiker und Botaniker Jagadish Chandra Bose verbrachte seine letzten Lebenstage in Giridih, weshalb ihm zu Ehren die Sir J.C. Bose Girl’s High School nach ihm benannt wurde.

## Sehenswürdigkeiten
In der Nähe von Giridih gibt es folgende Sehenswürdigkeiten:
- Usri-Wasserfälle (13 km östlich der Distrikthauptstadt)
- Khandoli-Staudamm (8 km nordöstlich der Stadt)
- Parasnath (27 km südlich von Giridih), der höchste Berg Jharkhands ist zugleich ein bedeutendes Heiligtum der Religionsgemeinschaft des Jainismus